# Масяня
«Мася́ня» (рос. Масяня) — серія російськомовних флеш-мультфільмів, створена художником Олегом Куваєвим про пригоди кумедних персонажів, більш відомих під своїми прізвиськами — Масяня, Хрюндель і Лохматий. На початок серіалу персонажі мали студентський вік, пізніше подорослішали. В Україні транслювалися телеканалами «Інтер» та «ТЕТ».

## Сюжет
Місце дії мультсеріалу найчастіше — Санкт-Петербург, у кількох серіях — Москва. Головні персонажі на початку мультсеріалу — молоді люди студентського віку. Пізніше Олег Куваєв вирішив, що герої серіалу не залишаться «вічно молодими», як заведено у світовій практиці мультсеріалів, а дорослішатимуть разом зі своїми глядачами. Намальовані вони дуже своєрідно: овальна голова із шістьма волосинками, великими хитрими очима, ротом до вух та бровами в повітрі; тіло-огірочок, тонкі ручки та ніжки. Стиль графіки місцями навмисне примітивістський. У пізніших серіях образи деяких персонажів були трохи змінені, а якість графіки стала помітно акуратнішою. До політики головні герої спочатку були байдужі.

## Цікаві факти
- Під час російського вторгнення в Україну у 2022 році вийшов 160 епізод (під назвою «Вакідзасі») мультсеріалу «Масяня». Цей епізод мультсеріалу присвячений війні Росії з Україною (також у цій серії демонструються реальні фотографії руйнувань в Україні, які зробили російські війська). За сюжетом Масяня приходить до Путіна, каже йому, що з його вини загинуло багато мирних та добрих людей. А після дає йому вакідзасі (японський короткий меч) і каже Путіну, що цей меч для єдиного гарного рішення в його житті, даючи натяк, щоб Путін наклав на себе руки. І в результаті так і відбувається.[1]

Після виходу епізоду «Вакідзасі» Роскомнагляд надіслав Олегу Куваєву повідомлення про блокування сайту mult.ru, на якому з 2001 року публікувалися всі епізоди цієї серії.
- Війні також присвячений весь восьмий сезон.